# Charlie Coyle
Charles Robert Coyle (* 2. března 1992) je profesionální americký hokejový útočník momentálně hrající v týmu Boston Bruins v severoamerické lize NHL. V roce 2010 byl draftován již v 1. kole jako 28. celkově klubem San Jose Sharks.

## Ocenění a úspěchy
- 2010 EJHL – Nováček roku
- 2011 HE – All-Rookie Tým
- 2011 HE – Nováček roku
- 2011 MS – Top tří nejlepších hráčů v týmu
- 2012 QMJHL – Guy Lafleur Trophy

## Prvenství
- Debut v NHL – 4. února 2013 (Phoenix Coyotes proti Minnesota Wild)
- První gól v NHL – 23. února 2013 (Calgary Flames proti Minnesota Wild, kanadskému brankáři Joey MacDonald)
- První asistence v NHL – 3. března 2013(Minnesota Wild proti Edmonton Oilers)
- První hattrick v NHL – 9. listopadu 2023 (Boston Bruins proti New York Islanders)

## Klubové statistiky
| Sezóna      | Klub                | Soutěž      |     | Základní část | Základní část | Základní část | Základní část | Základní část |    | Play off | Play off | Play off | Play off | Play off |
| Sezóna      | Klub                | Soutěž      | Z   | G             | A             | B             | TM            | Z             | G  | A        | B        | TM       |          |          |
| 2011–12     | Saint John Sea Dogs | QMJHL       | 23  | 15            | 23            | 38            | 8             | 17            | 15 | 19       | 34       | 8        |          |          |
| 2012–13     | Houston Aeros       | AHL         | 47  | 14            | 11            | 25            | 22            | —             | —  | —        | —        | —        |          |          |
| 2012–13     | Minnesota Wild      | NHL         | 37  | 8             | 6             | 14            | 28            | 5             | 0  | 2        | 2        | 2        |          |          |
| 2013–14     | Minnesota Wild      | NHL         | 70  | 12            | 18            | 30            | 33            | 13            | 3  | 4        | 7        | 6        |          |          |
| 2014–15     | Minnesota Wild      | NHL         | 82  | 11            | 24            | 35            | 39            | 10            | 1  | 1        | 2        | 0        |          |          |
| 2015–16     | Minnesota Wild      | NHL         | 82  | 21            | 21            | 42            | 16            | 6             | 1  | 1        | 2        | 6        |          |          |
| 2016–17     | Minnesota Wild      | NHL         | 82  | 18            | 38            | 56            | 36            | 5             | 2  | 0        | 2        | 2        |          |          |
| 2017–18     | Minnesota Wild      | NHL         | 66  | 11            | 26            | 37            | 18            | 5             | 0  | 0        | 0        | 2        |          |          |
| 2018–19     | Minnesota Wild      | NHL         | 60  | 10            | 18            | 28            | 16            | —             | —  | —        | —        | —        |          |          |
| 2018–19     | Boston Bruins       | NHL         | 21  | 2             | 4             | 6             | 4             | 24            | 9  | 7        | 16       | 12       |          |          |
| 2019–20     | Boston Bruins       | NHL         | 70  | 16            | 21            | 37            | 21            | 13            | 3  | 2        | 5        | 2        |          |          |
| 2020–21     | Boston Bruins       | NHL         | 51  | 6             | 10            | 16            | 20            | 11            | 2  | 1        | 3        | 6        |          |          |
| 2021–22     | Boston Bruins       | NHL         | 82  | 16            | 28            | 44            | 32            | 7             | 2  | 4        | 6        | 2        |          |          |
| 2022–23     | Boston Bruins       | NHL         | 82  | 16            | 29            | 45            | 30            | 7             | 1  | 1        | 2        | 4        |          |          |
| 2023–24     | Boston Bruins       | NHL         | 82  | 25            | 35            | 60            | 38            | 13            | 1  | 4        | 5        | 12       |          |          |
| NHL celkově | NHL celkově         | NHL celkově | 867 | 172           | 278           | 450           | 331           | 119           | 25 | 27       | 52       | 56       |          |          |

## Reprezentace
| Rok             | Tým             | Soutěž          | Z  | G | A | B  | TM |  |
| --------------- | --------------- | --------------- | -- | - | - | -- | -- |  |
| 2011            | USA 20          | MSJ             | 6  | 2 | 4 | 6  | 4  |  |
| 2012            | USA 20          | MSJ             | 6  | 3 | 1 | 5  | 2  |  |
| 2015            | USA             | MS              | 5  | 3 | 2 | 5  | 6  |  |
| Junioři celkově | Junioři celkově | Junioři celkově | 12 | 5 | 5 | 11 | 6  |  |
| Senioři celkově | Senioři celkově | Senioři celkově | 5  | 3 | 2 | 5  | 6  |  |